# San Marco (marine italienne)
Pour les articles homonymes, voir San Marco.

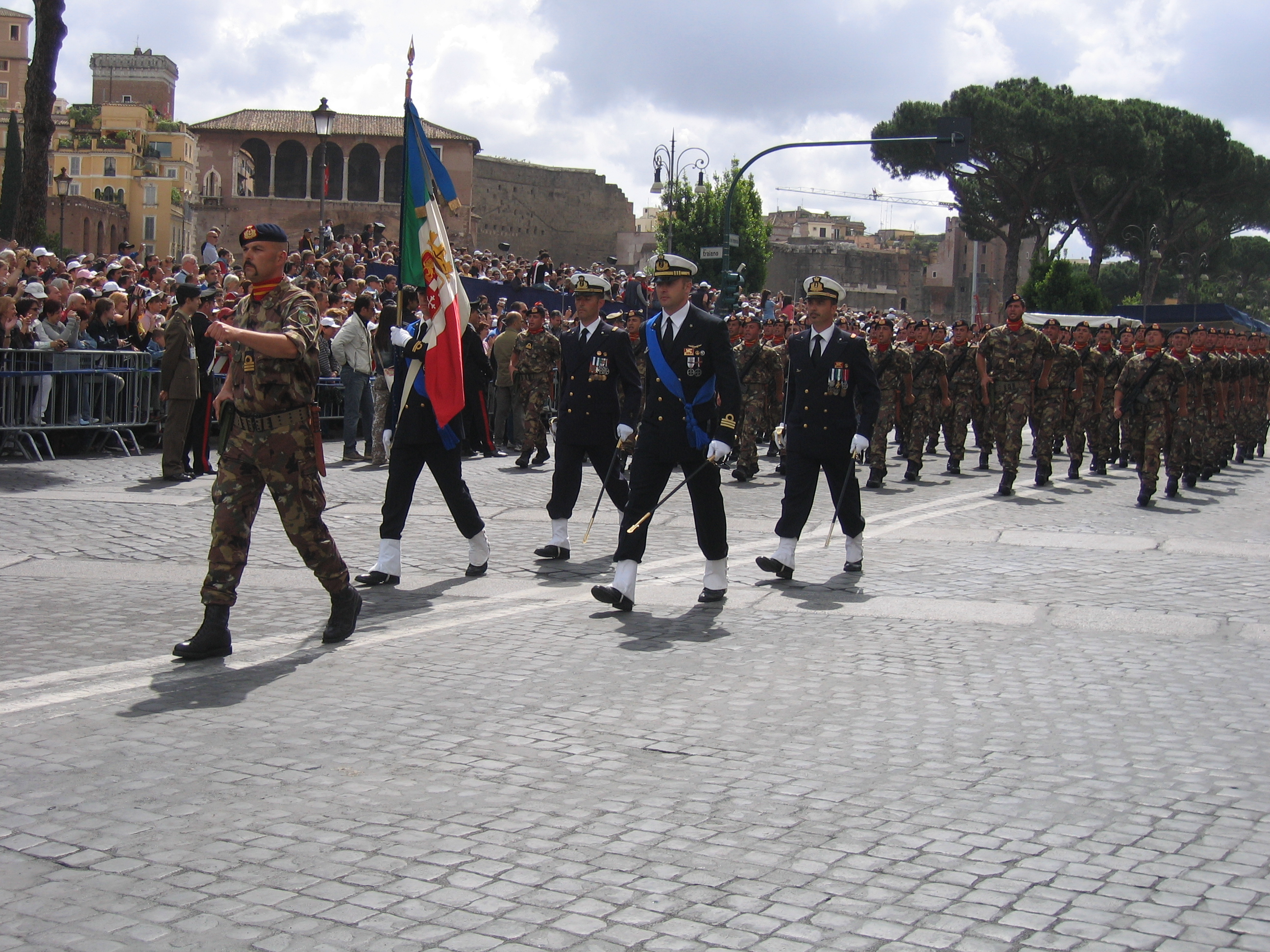
Défilé du régiment San Marco à Rome en 2007

Le San Marco ou 1er régiment San Marco est le nom traditionnel de la Force de débarquement italienne, qui relève de la Marina militare.

C'est l'héritier des traditions de l'infanterie de marine (ou fusiliers de marine) qui remontent à 1713. Elle est équipée de trois navires d'assaut de type LPD qui sont la San Marco, la San Giorgio et la San Giusto. C'est la composante amphibie des Forces armées italiennes.

## Description

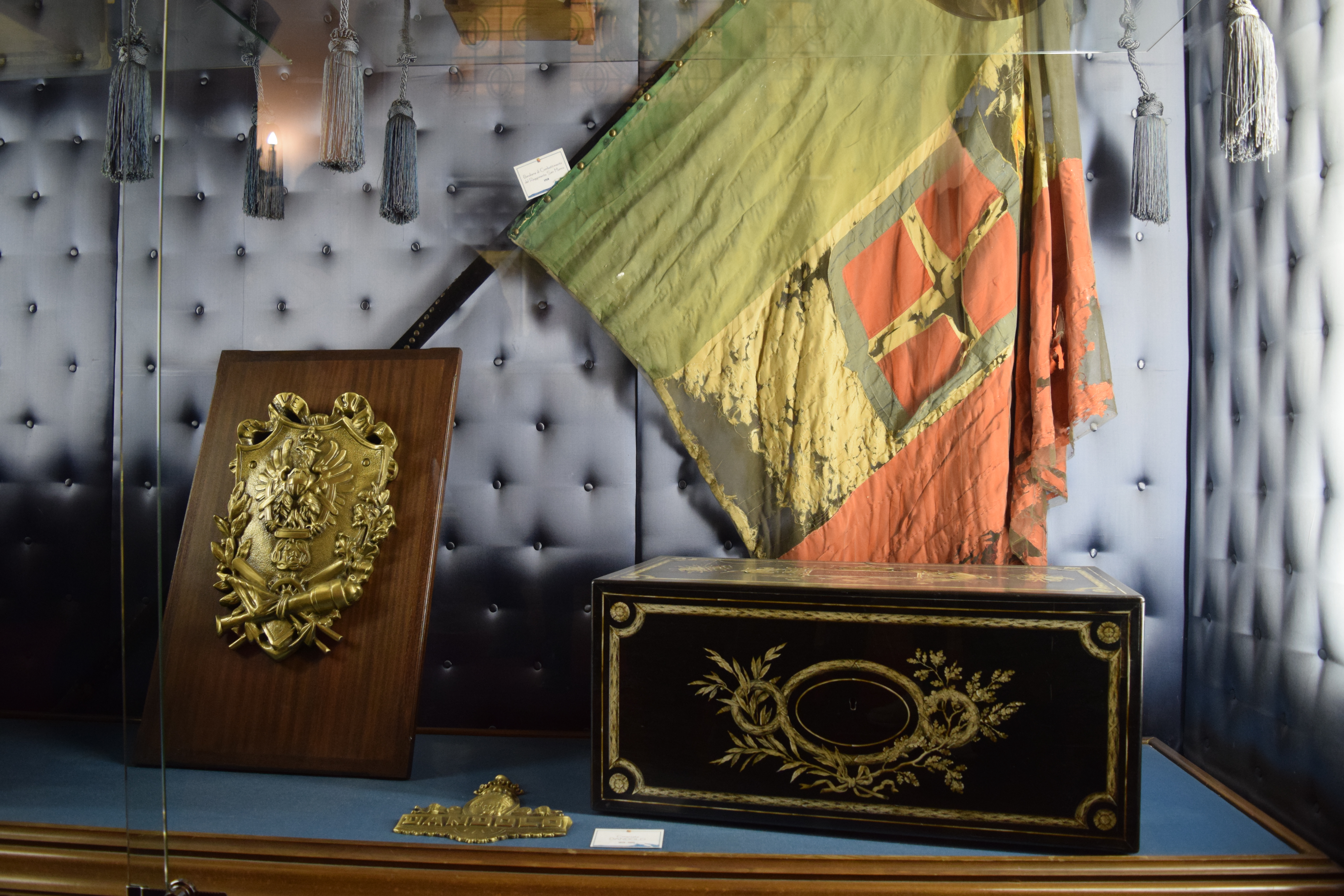
Le drapeau de guerre du régiment San Marco à Palazzo Marina à Rome

Elle porte le nom de saint Marc, le saint patron de Venise en remerciement de la ville pour ces fusiliers qui l'avaient défendue pendant la Première Guerre mondiale.
Le régiment San Marco, créé en 1919, dans les années cinquante, la marine italienne se retire de la Vénétie.
Elle est stationnée à Brindisi depuis novembre 1991 dans la caserne Sous-lieutenant de vaisseau Ermanno-Carlotto (mort en Chine pendant la révolte des Boxers).
Depuis le 1er octobre 1999, elle porte le nom de Forza da sbarco della marina militare, structurée comme une brigade et qui comprend :
- le régiment San Marco ;
- le régiment Carlotto ;
- le groupe Moyens de débarquement (Mezzi da sbarco).

Le commandement de la Force est tenu par un contre-amiral.
Le régiment San Marco, commandé par un capitaine de vaisseau, est l'élément opérationnel projetable tandis que le régiment Carlotto assure le soutien technique et logistique ainsi que la formation.
Le groupe Moyens de débarquement, commandé par un capitaine de frégate, a la charge de fournir des engins navals mineurs qui permettent le débarquement et le transport entre les navires et la plage de débarquement.
Les deux régiments sont basés dans la caserne Carlotto.
La Force dispose d'une aire d'entraînement située sur l'îlot de Pedagne, dans la périphérie de Brindes.
La Force dispose d'environ 2 100 marins (dont 6 % d'officiers, 30 % d'officiers mariniers et 64 % de troupe).
Le régiment San Marco est composé :
- du bataillon d'assaut Grado
- du bataillon logistique (de combat) Golametto
- d'une compagnie d'opérations navales
- d'une compagnie d'opérations spéciales

Le régiment Carlotto est composé :
- d'un bataillon logistique Cortellazzo
- d'un bataillon école Caorle

Le 16 septembre 1996 a été créée la Force de débarquement hispano-italienne (en italien Forza da sbarco ispano/italiana, SILF de l'anglais Spanish Italian Landing Force).
Le 1er mars 2013 a été créée la Brigade de Marine « San Marco » encadré en la Forza di proiezione del mare.

## Armement
- Beretta 92FS (Pistolet, 9 mm)
- Heckler&Koch MP5 (Pistolet Mitrailleur, 9 mm)
- Beretta AR 70/90 (Fusil d'assaut, 5,56 mm)
- M203 (Lance-Grenades déporté pour fusil d'assaut, 40 mm)
- FN Minimi (Mitrailleuse Légère, 5,56 mm)
- MG3 (Mitrailleuse, 7.62x51mm)
- Browning M2 (Mitrailleuse lourde, 12,7 mm)
- Panzerfaust 3 (Lance-roquette antichar)
- Instalaza C90 (Lance-roquette antichar)
- TOW (Lance-missile antichar filoguidé)
- MILAN (Lance-missile antichar filoguidé)
- Stinger (Lance-missile Antiaérien)
- Mörser (81 mm)
- Mörser (120 mm)

### Véhicules lourds
- VCC-1 APC (M113)
- LVTP-7 (AAV-7A1)

### Véhicules non blindés
- VM-90